# 62e corps d'armée (Allemagne)
Le 62e corps d'armée (en allemand : LXII. Armeekorps) était un corps d'armée de l'armée de terre allemande: la Heer au sein de la Wehrmacht pendant la Seconde Guerre mondiale.

## Hiérarchie des unités
| Nom          | Nbre d'hommes       | Unités subalternes                | Grade de commandement                 |
| ------------ | ------------------- | --------------------------------- | ------------------------------------- |
| Heeresgruppe | + 300 000           | 2 à + Armeen (Armées)             | Generaloberst ou Generalfeldmarschall |
| Armee        | + 100 000 - 300 000 | 2 à + Armeekorps (Corps d'armées) | General ou Generaloberst              |
| Armeekorps   | + 30 000 - 80 000   | 2 à + Divisionen (Division)       | Generalleutnant ou General            |
| Division     | + 10 000 – 20 000   | 2 à 6 Brigaden (Brigade)          | Generalmajor ou Generalleutnant       |
| Brigade      | + 3 000 – 5 000     | jusqu'à 3 Regimentern (Régiment)  | Oberst ou Generalmajor                |

## Historique
Le LXVII. Reservekorps (62e corps de réserve) est formé le 2 septembre 1942 à Berlin dans le  Wehrkreis III.
Le 18 août 1944, le LXII. Reservekorps est renommé en LXII. Armeekorps (62e corps d'armée).
Il est dissous en novembre 1944.

## Organisations

### Commandants successifs
| Date                                                  | Grade                  | Commandant        |
| ----------------------------------------------------- | ---------------------- | ----------------- |
| 15 septembre 1942 - 18 août 1944 (LXII. Reservekorps) | General der Infanterie | Ferdinand Neuling |
| 18 août 1944 - novembre 1944 (LXII. Armeekorps)       | General der Infanterie | Ferdinand Neuling |

### Chef des Generalstabes
| Date                      | Grade       | Commandant         |
| ------------------------- | ----------- | ------------------ |
| Août 1944 - novembre 1944 | Oberst i.G. | Rudolf Meinshausen |

### 1. Generalstabsoffizier (Ia)
| Date                      | Grade      | Commandant     |
| ------------------------- | ---------- | -------------- |
| Août 1944 - novembre 1944 | Major i.G. | Heinz Lademann |

## Théâtres d'opérations
- LXII. Reservekorps
  - Pologne : Septembre 1942 - mars 1944
  - Sud de la France : Mars 1944 - août 1944
- LXII. Armeekorps
  - Sud de la France : Août 1944 - novembre 1944

### Rattachement d'Armées

#### LXII. Reservekorps
| Date     | Armée                          | Groupe d'Armées    |
| -------- | ------------------------------ | ------------------ |
| 1942     |                                |                    |
| Octobre  | Wehrmachtsbefehlshaber Ukraine | -                  |
| 1943     |                                |                    |
| Janvier  | Wehrmachtsbefehlshaber Ukraine | -                  |
| Novembre | Wehrmachtsbefehlshaber Ukraine | Heeresgruppe Süd   |
| 1944     |                                |                    |
| Janvier  | z. Vfg.                        | Heeresgruppe D     |
| Avril    | 19. Armee                      | Heeresgruppe Mitte |
| Mai      | 19. Armee                      | Heeresgruppe G     |

#### LXII. Armeekorps
| Date | Armée   | Groupe d'Armées |
| ---- | ------- | --------------- |
| 1944 |         |                 |
| Août | z. Vfg. | Heeresgruppe D  |

### Unités subordonnées

#### Unités rattachées
8 avril 1944 (LXII. Reservekorps)
- 148. Infanterie-Division
- 242. Infanterie-Division

Août 1944 (LXII. Armeekorps)
- 148. Infanterie-Division
- 242. Infanterie-Division

## Sources
- Cet article est partiellement ou en totalité issu de l'article intitulé « 62e corps de réserve (Allemagne) » (voir la liste des auteurs).
- (de) LXII. Reserve-Korps sur lexikon-der-wehrmacht.de
- (de) LXIIe Armeekorps sur lexikon-der-wehrmacht.de